# Laisse de basse mer
La laisse de basse mer est la limite extrême atteinte par la mer sous l'influence de la marée, en l'absence de perturbations météo-océanographiques exceptionnelles.
C'est la limite basse de l'estran.
Généralement, la laisse de basse mer constitue la ligne de base, qui est la ligne de référence juridique pour mesurer la largeur des zones maritimes.
Dans certaines conditions (vent de terre, hautes pressions atmosphériques...), la mer peut reculer au-delà de la laisse de basse mer (voir surcote et décote).